# Look at the Sky
"Look at the Sky" é uma canção gravada pelo produtor musical estadunidense de música eletrônica Porter Robinson. Foi lançada em 27 de janeiro de 2021 como o quarto single de seu segundo álbum de estúdio, Nurture.

## Antecedentes e composição
| “ | "Look At The Sky" é fundamentalmente uma canção sobre esperança. Não há escassez de combustível para o desespero, mas você não pode tomar medidas significativas para melhorar as coisas se não tiver alguma crença de que as coisas podem melhorar. É isso que é esperança, e acho que é uma emoção que vale a pena nutrir. Eu escrevi essa música no meu ponto mais baixo emocionalmente, quando pensei que não poderia mais fazer música, e não tinha certeza se minha existência teria algum significado se eu não pudesse fazer música. —Uma declaração de Robinson sobre "Look at the Sky". | ” |

Em 2017, depois de algum tempo sem sair do estúdio, Robinson partiu para o Japão com sua namorada. Lá, ele "começou a [se forçar] a fazer coisas novas e a passar o tempo sem trabalhar" e escreveu o refrão de "Look at the Sky" lá. Mais tarde naquele ano, ele tuítou: "Eu posso fazer algo bom". A frase acabou sendo uma linha da música então inédita.
Após o lançamento dos singles "Get Your Wish" e "Something Comforting" no início de 2020, o lançamento de Nurture foi adiado devido à pandemia de COVID-19. Além disso, o festival de música "Second Sky" de Robinson foi cancelado e substituído por um festival virtual chamado "Secret Sky", que ocorreu em 9 de maio de 2020. Robinson encerrou sua apresentação no Secret Sky com um teaser de "Look at the Sky". O lançamento oficial do single foi anunciado por Robinson em 13 de janeiro de 2021.

## Videoclipe
Um videoclipe foi lançado em 10 de fevereiro de 2021, dirigido por Chris Muir e coreografado por Matty Peacock. Robinson afirmou que o videoclipe é sobre como seu trabalho não poderia estar onde está agora se não fosse pelas contribuições daqueles antes dele. O vídeo apresenta fantasmas, usados para transmitir a mensagem do vídeo.

## Recepção crítica
Em uma crítica à The Harvard Crimson, Arik Katz escreveu que "a recusa de Robinson em se esquivar de escrever sobre suas experiências com depressão e insegurança dá poder ao seu lindo lirismo", mas também comentou que "'Look at the Sky' não é sem falhas. O gancho instrumental parece clichê em sua expressão açucarada de positividade". Em uma crítica de 8/10 de Nurture para a Clash, Josh Crowe descreveu a música como o destaque do álbum. Ben Devlin, em uma revisão de 4 de 5 estrelas de Nurture para a musicOMH, escreveu que "[a]s melodias são doces para os ouvidos sem esforço, enquanto os vocais exalam um otimismo estóico". Também em uma crít8ica de 4 estrelas, Ben Jolley, escrevendo para a NME, descreveu "Look at the Sky" e "Something Comforting" como "duas das músicas mais edificantes e emocionantes que você provavelmente ouvirá este ano".

### Reconhecimentos
"Look at the Sky" ficou em 72.º na lista das melhores músicas de 2021 da Billboard e 17.º na lista da The Fader.

## Paradas musicais
| Parada (2021)                                     | Posição de pico |
| ------------------------------------------------- | --------------- |
| Estados Unidos (Billboard Alternative Airplay)    | 31              |
| Estados Unidos (Billboard Dance/Electronic Songs) | 12              |

| Parada (2021)                               | Posição |
| ------------------------------------------- | ------- |
| Estados Unidos (Hot Dance/Electronic Songs) | 70      |